# Tam Tòa
Tam Tòa là một công trình kiến trúc đặc sắc ở kinh thành Huế trước vốn là Viện cơ mật (Huế), là một cơ quan trong triều đình nhà Nguyễn, thành lập năm 1834 triều Minh Mạng, đặc trách để tham khảo về những vấn đề trọng mật, nhất là về mặt quân sự.
Viện lúc đầu đặt ở nhà Tả Vu. Sau khi kinh đô thất thủ năm 1885 phải dời đi đến dinh của bộ Lễ, rồi bộ Binh, và cuối cùng là chuyển về chùa Giác Hoàng, họp cùng với toà Giám Sát (của người Pháp) và Trực Phòng các bộ nên gọi chung là Tam Toà.

Hiện nay Tam Tòa nằm ở địa chỉ 33 Tống Duy Tân, thuộc phường Thuận Thành, ở góc Đông-Nam bên trong kinh thành Huế, hiện là trụ sở của Trung tâm Bảo tồn Di tích Cố đô Huế.